# Antonio Bevilacqua
Antonio Bevilacqua, detto Toni (Santa Maria di Sala, 22 ottobre 1918 – Mestre, 29 marzo 1972), è stato un ciclista su strada e pistard italiano.
Professionista dal 1940 al 1955, fu campione del mondo su pista nell'inseguimento individuale nel 1950 e 1951, vincendo inoltre undici tappe al Giro d'Italia e la Parigi-Roubaix 1951. Era soprannominato "Labrón".

## Carriera
Passista-velocista su strada, fu anche un inseguitore per quanto riguarda l'attività su pista. Nel corso della sua carriera su strada raccolse una trentina di vittorie, su tutte la Parigi-Roubaix 1951 oltre a undici tappe del Giro d'Italia, ininterrottamente dal 1946 al 1952, ma anche il Campionato italiano su strada 1950 (corso in concomitanza con la Tre Valli Varesine), la cronocoppie del Trofeo Baracchi 1950, il Giro del Veneto 1951, la Milano-Modena 1952 e la Coppa Bernocchi 1953.
Tra i piazzamenti su strada, fu terzo al Mondiale 1951 a Varese alle spalle di Ferdi Kübler e Fiorenzo Magni, e secondo nel 1949 al Trofeo Baracchi.

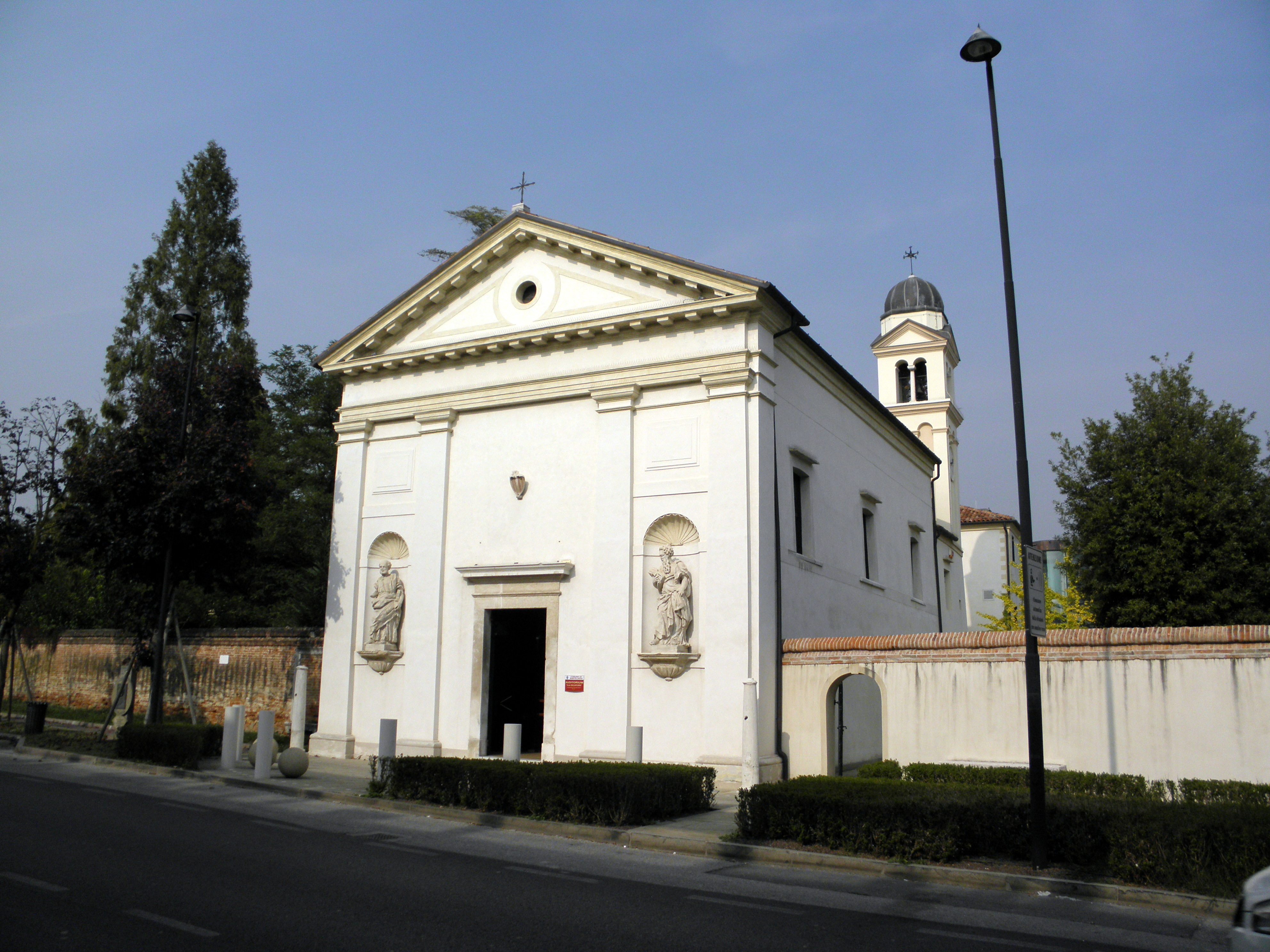
Martellago, l'Auditorium (ed ex chiesetta) del SS. Salvatore: alla sinistra dell'edificio si scorge il monumento commemorativo dedicato a Bevilacqua.

Per quanto concerne l'attività su pista, ottenne circa quaranta successi nell'inseguimento, tra i quali spiccano quattro titoli italiani per professionisti e due maglie iridate di specialità, nel 1950 a Rocourt e nel 1951 a Milano, oltre ad altri quattro piazzamenti sul podio mondiale professionisti (due volte secondo, 1947 e 1952, e due terzo, 1948 e 1953).

## Dopo il ritiro
Nel 1968 fu direttore sportivo della Vittadello, piccola formazione sponsorizzata dall'omonima azienda tessile di Fiesso d'Artico.
Morì nel 1972 all'età di 53 anni a causa di un banale incidente: durante un allenamento su strada con due giovani ciclisti, di passaggio a Martellago, in provincia di Venezia, urtò accidentalmente una ragazza che stava a bordo strada, scivolò e batté violentemente la testa sull'asfalto. Sul luogo dell'incidente gli è stata dedicata una lapide commemorativa. Gli è stato dedicato il museo della bicicletta a Cesiomaggiore, in provincia di Belluno.

## Palmarès

### Strada
- 1938 (dilettanti)

Coppa Arturo Salvato
- 1939 (dilettanti)

Coppa Romano Picilli
Circuito della Vittoria - Treviso
Coppa Hermenson
Giro della Mendola
Torino-Piacenza
Gran Premio Fiorini-Premondiale dilettanti
Coppa Giovanni Monti
- 1941 (Dopolavoro Ferroviario Venezia)

Coppa Littorio - Prato
Torino-Biella
- 1946 (Wilier Triestina, due vittorie)

2ª tappa Giro d'Italia (Torino > Genova)
4ª tappa Giro d'Italia (Montecatini Terme > Prato, cronometro)
- 1947 (Lygie, una vittoria)

14ª tappa Giro d'Italia (Cesenatico > Padova)
- 1948 (Atala-Pirelli, una vittoria)

7ª tappa Giro d'Italia (Roma > Pescara)
- 1949 (Atala-Pirelli, una vittoria)

18ª tappa Giro d'Italia (Pinerolo > Torino, cronometro)
- 1950 (Wilier Triestina, sei vittorie)

Milano-Vicenza - Gran Premio Campagnolo
Tre Valli Varesine (valida come Campionato italiano, Prova in linea)
4ª tappa Giro d'Italia (Livorno > Genova)
12ª tappa Giro d'Italia (Ferrara > Rimini)
Gran Premio Invernizzi
Trofeo Baracchi (Cronocoppie con Fiorenzo Magni)
- 1951 (Benotto, quattro vittorie)

Parigi-Roubaix
2ª tappa Giro d'Italia (Torino > Alassio)
20ª tappa Giro d'Italia (Sankt Moritz > Milano)
Giro del Veneto
- 1952 (Benotto, tre vittorie)

3ª tappa Giro d'Italia (Montecatini Terme > Siena)
20ª tappa Giro d'Italia (Verbania > Milano)
Milano-Modena (valida come Milano-Vignola)
- 1953 (Benotto, una vittoria)

Coppa Bernocchi

#### Altri successi
- 1941 (Dopolavoro Ferroviario Venezia)

Gran Premio Maresciallo dell'Aria (Circuito)
- 1943 (Viscontea)

Padova (Circuito)
- 1946 (Wilier Triestina)

Criterium del Castello - Castelfranco Veneto
- 1947 (Lygie)

Circuito di Lenzburg
Criterium degli Assi - Lido di Venezia
- 1949 (Atala-Pirelli)

Tongeres (Criterium)
Vimercate (Criterium)
- 1950 (Wilier Triestina)

Monza (Circuito)
- 1952 (Benotto)

Bordighera (Circuito)
Redon (Circuito)

### Pista
- 1943

Campionati italiani, Inseguimento individuale
- 1949

Campionati italiani, Inseguimento individuale
- 1950

Campionati italiani, Inseguimento individuale
Campionati del mondo, Inseguimento individuale
- 1951

Campionati italiani, Inseguimento individuale
Campionati del mondo, Inseguimento individuale

## Piazzamenti

### Grandi Giri
- Giro d'Italia

1946: 17º
1947: ritirato
1948: ritirato
1949: 40º
1950: 29º
1951: 26º
1952: 69º
- Tour de France

1948: 33º

### Classiche monumento
- Milano-Sanremo

1941: 17º
1942: 2º
1951: 26º
1952: 33º
- Parigi-Roubaix

1950: 32º
1951: vincitore
- Giro di Lombardia

1942: 7º
1949: 18º
1950: 2º
1951: 24º

### Competizioni mondiali
- Campionati del mondo su pista

Parigi 1947 - Inseguimento individuale: 2º
Amsterdam 1948 - Inseguimento individuale: 3º
Rocourt 1950 - Inseguimento individuale: vincitore
Milano 1951 - Inseguimento individuale: vincitore
Parigi 1952 - Inseguimento individuale: 2º
Zurigo 1953 - Inseguimento individuale: 3º
- Campionati del mondo su strada

Varese 1951 - In linea: 3º
Lussemburgo 1952 - In linea: 10º

## Memoria
In sua memoria è stata intitolata la Piazza di Sant'Angelo di Santa Maria di Sala, suo paese natale.
L'azienda veneta Wilier Triestina (produttrice di biciclette) ha inserito nella sua gamma prodotti 2012 una bici single speed con il nome "Toni Bevilacqua", un tributo al pistard veneto per i successi ottenuti con i colori della squadra Wilier, a cavallo tra gli anni '40 e '50.